# Bergteamet
Bergteamet AB i Boliden, Västerbotten, är ett bergentreprenadföretag för gruvverksamhet. Bergteamet arbetar i Sverige främst med underjordsarbeten för gruvindustrin, med kunder som LKAB, Boliden AB, Lundin Mining AB och Dannemora Magnetit AB. Företaget har också utfört uppdrag i Chile, Argentina, Australien, Indien, Irland, Spanien, Österrike och Island. Bergteamet har divisioner för ortdrivning, vertikal schaktborrning, prospekteringsborrning under jord samt utveckling och underhåll av bergentreprenadutrustning.
LKAB är sedan augusti 2021 majoritetsägare i bolaget, då de förvärvade 75 procent av aktierna från den tidigare ägaren Jan Marklund.
I mars 2022 hade företaget ett 20-tal anställda som arbetade med tunneldrivning i Kristinebergsgruvan.